# Bulbine vitrea
Bulbine vitrea är en grästrädsväxtart som beskrevs av Graham Williamson och Baijnath. Bulbine vitrea ingår i släktet bulbiner, och familjen grästrädsväxter. Inga underarter finns listade i Catalogue of Life.